# Beiträge zur Ägyptologie
Die Beiträge zur Ägyptologie sind eine Teilreihe der Veröffentlichungen der Institute für Afrikanistik und Ägyptologie der Universität Wien. Eine andere Teilreihe sind deren Beiträge zur Afrikanistik.
Die Beiträge zur Ägyptologie werden vom Institut für Afrikanistik und Ägyptologie, Universität Wien, herausgegeben und erscheinen in Wien bei AFRO-PUB seit 1978.

## Bände
- Band 1:  Günther Vittmann: Priester und Beamte im Theben der Spätzeit: genealogische und prosopographische Untersuchungen zum thebanischen Priester- und Beamtentum der 25. und 26. Dynastie. Afro-Pub 1978, Veröffentlichungen der Institute für Afrikanistik und Ägyptologie der Universität Wien. Nr. 3
- Band 2: Inge Hofmann: Der Sudan als ägyptische Kolonie im Altertum. [Afro-Pub] 1979, Veröffentlichungen der Institute für Afrikanistik und Ägyptologie der Universität Wien. Nr. 5, Beiträge zur Ägyptologie. Band 2.
- Band 3: James Goff: Ein politisches Anypotheton: Versuch einer Lösung zur Aporie der Herrschaft: Versöhnung der spirituellen Ordnung mit der empirischen im antiken und altägyptischen Staatswesen. James Goff. Afro-Pub 1980, Veröffentlichungen der Institute für Afrikanistik und Ägyptologie der Universität Wien. Nr. 13
- Band 4: Inge Hofmann: Einführung in den nubischen Kenzi-Dialekt. AFRO-Pub 1983, Veröffentlichungen der Institute für Afrikanistik und Ägyptologie der Universität Wien. Nr. 27, Lehr- und Lesebücher zur Afrikanistik und Ägyptologie. Band 4.
- Band 5: Twenty-Sixth Dynasty necropolis at Gizeh: an analysis of the tomb of Thery and its place in the development of Saite funerary art and architecture. Wafaa el-Sadeek. AFRO-PUB 1984 Veröffentlichungen der Institute für Afrikanistik und Ägyptologie der Universität Wien. Nr. 29
- Band 6: Ländliche Architektur und Siedlungsformen im Ägypten der Gegenwart. Diethelm Eigner. Afro-Pub 1984, Veröffentlichungen der Institute für Afrikanistik und Ägyptologie der Universität Wien. Nr. 30
- Band 7: Prophetie und Politik in Israel und im alten Ägypten. James Goff. Afro-Pub 1986, Beiträge zur Ägyptologie, Veröffentlichungen der Institute für Afrikanistik und Ägyptologie der Universität Wien. Nr. 41
- Band 8: Das Bildprogramm des Muttempels am Gebel Barkal. Christian Robisek. AFRO-PUB, 1989, Veröffentlichungen der Institute für Afrikanistik und Ägyptologie der Universität Wien. Nr. 52.
- Band 9: Zur Semantik der Königsikonographie: eine Analyse des Bildprogrammes der südlichen Räume des Tempels von Luxor. T. Schuller-Götzburg. AFRO-PUB 1990, Veröffentlichungen der Institute für Afrikanistik und Ägyptologie der Universität Wien. Nr. 54, Beiträge zur Ägyptologie. Babd 9.
- Band 10: Die Giebelfelddekoration von Stelen des Mittleren Reichs. Regina Hölzl. AFRO-PUB 1990, Veröffentlichungen der Institute für Afrikanistik und Ägyptologie der Universität Wien. Nr. 55, Beiträge zur Ägyptologie. Band 10.
- Band 11: Die Formel "Öffnen des Gesichts". Angelika Lohwasser. AFRO-PUB 1991, Veröffentlichungen der Institute für Afrikanistik und Ägyptologie der Universität Wien. Nr. 58, Beiträge zur Ägyptologie. Band 11.
- Band 12: Mumienamulette im Totenbrauchtum der Spätzeit : eine Untersuchung an Objekten in der ägyptischen Sammlung des Kunsthistorischen Museums. Michaela Hüttner. AFRO-PUB, Verein zur Förderung und Publikation wissenschaftlicher Arbeiten aus den Fächern Ägyptologie und Afrikanistik 1995, Veröffentlichungen der Institute für Afrikanistik und Ägyptologie der Universität Wien. Nr. 67, Beiträge zur Ägyptologie. Band 12.
- Band 13: "Riesen" und riesenhafte Wesen in der Vorstellung der Ägypter. Günter Vittmann. AFRO-PUB 1995, Veröffentlichungen der Institute für Afrikanistik und Ägyptologie der Universität Wien. Nr. 71, Beiträge zur Ägyptologie. Band 13.
- Band 14: Feliden in Altägypten. AFRO-PUB 1997, Veröffentlichungen der Institute für Afrikanistik und Ägyptologie der Universität Wien. Nr. 80, Beiträge zur Ägyptologie. Band 14.
- Band 15: Altägyptische Wegmetaphorik. Günter Vittmann. Afro-Pub 1999, Veröffentlichungen der Institute für Afrikanistik und Ägyptologie der Universität Wien. Nr. 83, Beiträge zur Ägyptologie. Band 15.
- Band 16: Grabmalerei und Grabreliefs der Römerzeit: Wechselwirkung zwischen der ägyptischen und griechisch-alexandrinischen Kunst. Irene Kaplan. Afro-Pub 1999, Veröffentlichungen der Institute für Afrikanistik und Ägyptologie der Universität Wien. Nr. 86, Beiträge zur Ägyptologie. Band 16.
- Band 17: Prospektion von archäologischen Stätten in Ägypten, unter Verwendung naturwissenschaftlicher Applikationen: eine historische und praktische Darstellung. Bernhard Rasch. Afro-Pub 2000, Veröffentlichungen der Institute für Afrikanistik und Ägyptologie der Universität Wien. Nr. 87, Beiträge zur Ägyptologie. Band 17.
- Band 18: Untersuchungen zum Bildprogramm der großen Säulensäle in den thebanischen Tempeln des Neuen Reiches. Hosam Refai. Afro-Pub 2000, Veröffentlichungen der Institute für Afrikanistik und Ägyptologie der Universität Wien. Nr. 91, Beiträge zur Ägyptologie. Band 18.
- Band 19: Der König an der Haustür: die Rolle des ägyptischen Herrschers an dekorierten Türgewänden von Beamten im Neuen Reich. Julia Budka. Afro-Pub c/o Institut für Afrikanistik, Wien 2001.
- Band 20: Giacomo Christopher Borioni: Der Ka aus religionswissenschaftlicher Sicht. Afro-Pub c/o Institut für Afrikanistik, Wien 2005.
- Band 21: Julia Budka:  Der Schönbrunner Obelisk: Symbolik und inhaltliches Programm des Hieroglyphendekors. Afro-Pub c/o Institut für Afrikanistik, Wien 2005.